# Jelašnica (gmina Knjaževac)
Jelašnica (cyr. Јелашница) – wieś w Serbii, w okręgu zajeczarskim, w gminie Knjaževac. W 2011 roku liczyła 133 mieszkańców.